# مارتین پار
مارتین پار (انگلیسی: Martin Parr؛ زادهٔ ۲۳ مهٔ ۱۹۵۲) عکاس، و روزنامه‌نگار اهل بریتانیا است.